# Eferding
Eferding è un comune austriaco di 4 000 abitanti nel distretto di Eferding, in Alta Austria, del quale è capoluogo; ha lo status di città capoluogo di distretto (Bezirkshauptstadt).

## Storia
Fu insediamento militare romano di un'unità ausiliaria a partire dalla fine del II secolo, sotto la dinastia degli Antonini.